# Conservatoire botanique des Antilles françaises
Le conservatoire botanique des Antilles françaises (CBAF) est un conservatoire botanique français dissous depuis novembre 2010. 
Il comprenait jusqu'à cette dissolution deux Antennes installées l’une en Guadeloupe, créée en mars 2002, et l’autre en Martinique, créée en 2003 ; ces Antennes sont devenues depuis lors des conservatoires botaniques de plein exercice, engagés chacun dans une démarche de demande d'agrément en tant que CBN. 

## Missions du CBAF, du CBM et du CBIG
- Mieux connaître la flore locale

L’amélioration des connaissances est nécessaire pour localiser et suivre les populations sensibles, évaluer les risques encourus par la végétation autochtone, suivre l’état des écosystèmes, et réaliser une conservation efficace des plantes.
- Conserver les espèces indigènes rares et menacées

Les opérations de conservation visent à pérenniser les populations dans leur milieu, voire hors de leur habitat naturel (culture in vitro, serre, jardin...) lorsque c’est indispensable à la sauvegarde de l’espèce.
- Informer et sensibiliser la population et les collectivités locales sur la richesse du patrimoine végétal et sur les menaces existant sur cette flore.

Ces conservatoires botaniques ont en parallèle de ces missions une spécialisation thématique : les plantes d’origine caribéenne ou américaine dans les pratiques traditionnelles aux Antilles françaises.